# Можари (Краснокамський район)
Можари́ (рос. Можары, башк. Можары) — село (у минулому присілок) у складі Краснокамського району Башкортостану, Росія. Входить до складу Арланівської сільської ради.
Населення — 393 особи (2010; 319 у 2002).
Національний склад:
- росіяни — 43 %
- марійці — 31 %